# Amtsgericht Bleckede

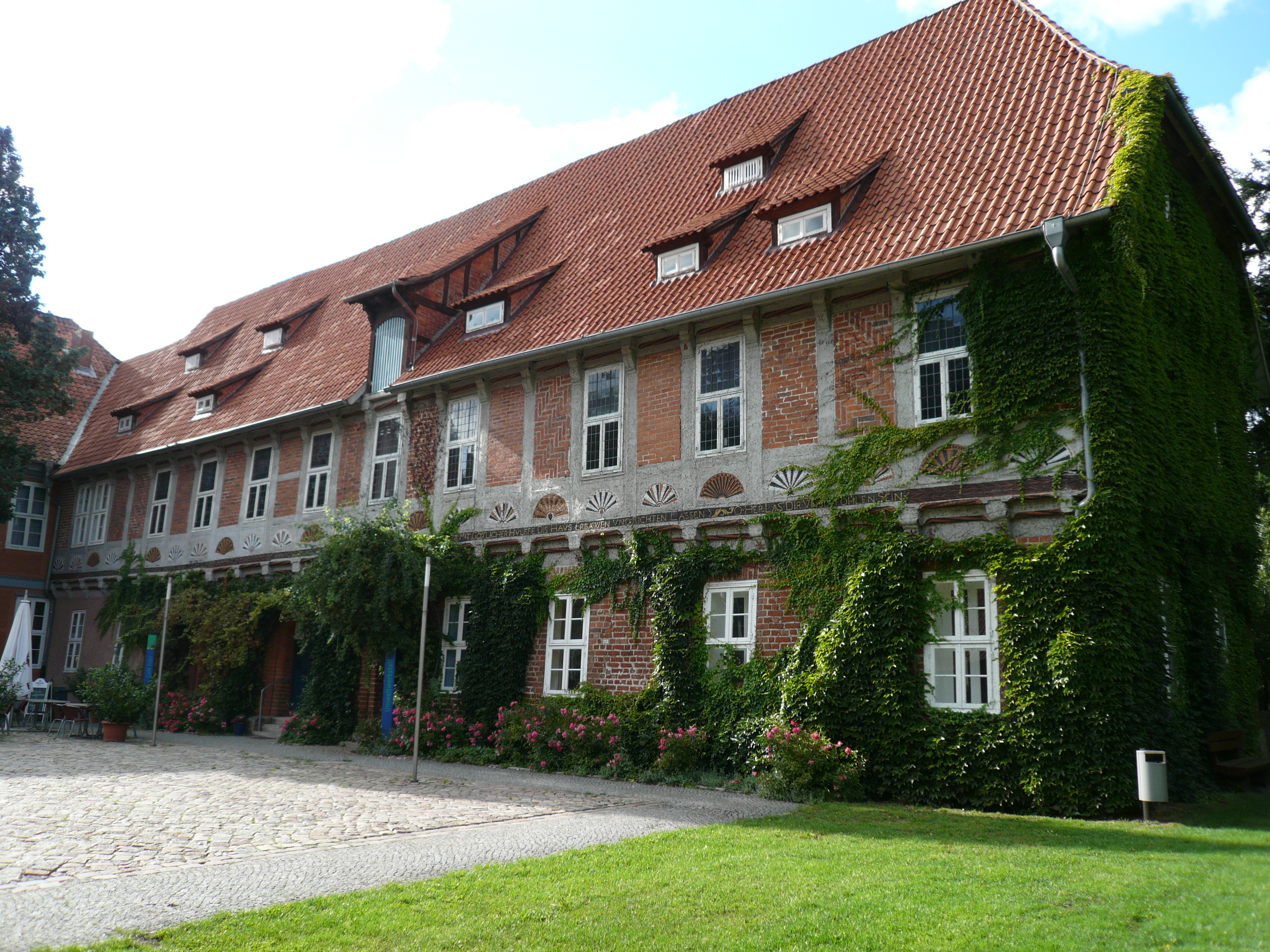
Schloss Bleckede, Sitz des Gerichtes ab 1933 (Foto von 2008)

Das Amtsgericht Bleckede war ein Gericht der ordentlichen Gerichtsbarkeit in Bleckede.
Nach der Revolution von 1848 wurde im Königreich Hannover die Rechtsprechung von der Verwaltung getrennt und die Patrimonialgerichtsbarkeit abgeschafft.
Das Amtsgericht wurde daraufhin mit der Verordnung vom 7. August 1852 die Bildung der Amtsgerichte und unteren Verwaltungsbehörden betreffend als königlich hannoversches Amtsgericht gegründet.
Es umfasste das Amt Bleckede.
Das Amtsgericht war dem Obergericht Lüneburg untergeordnet. Mit der Annexion Hannovers durch Preußen wurde es 1866 zu einem preußischen Amtsgericht in der Provinz Hannover.
Mit den Reichsjustizgesetzen wurde 1879 die Gerichtsorganisation reichsweit einheitlich geregelt. Das Amtsgericht Bleckede blieb bestehen. Der Amtsgerichtsbezirk umfasste das Amt Bleckede. Das Amtsgericht Bleckede war eines von zwölf Amtsgerichten im Bezirk des Landgerichtes Lüneburg im Gebiet des Oberlandesgerichtes Celle. Das Gericht hatte damals eine Richterstelle und war ein kleines Amtsgericht im Landgerichtsbezirk. Das Amtsgericht Bleckede war Elbzollgericht.
Das Amtsgericht Bleckede wurde zum 1. Mai 1973 aufgehoben. Eine Zweigstelle bestand noch bis Ende November 1974.

## Gerichtsgebäude
Das Amtsgericht nutzte ab 1952 ein 1810 erbautes klassizistischen Gebäude, das alte Amtsgericht. Nach Auflösung des Kreises Bleckede nutzte das Amtsgericht ab 1933 das Schloss.